# Сипункулиде
Сипункулиде (Sipunculida) су бескичмењаци који припадају групи мањих целомских протостомија. Овај тип обухвата око 250 врста које све припадају морским животињама. 
Тело је цилиндричног облика, изужено и подељено на:
- рилицу (proboscis), која представља предњи узани део на коме се налази усни отвор са тентакулама или различитим израштајима у облику трнова, кукица и папила; рилица има способност увалчења у предњи део трупа;
- труп, задњи проширени део, који је без израштаја или садржи, зависно од врсте, израштаје у облику папила или неком другом, али никада не садржи кукице и трнове.

Телесни зид је изграђен од слојева који поређани од спољашњости ка телесној дупљи имају следећи редослед:
- кутикула;
- епидермис који ствара кутикулу;
- слој везивног ткива
- кружни и уздужни мишићи, а код неких врста између њих су постављени и коси мишићи;
- паријетални перитонеум.

Телесни зид обавија унутрашњу дупљу, целом који је пространа и испуњена течношћу у којој се налазе различите ћелије:
- ћелије са пигментом за дисање химеритрином;
- амебоците
- полне ћелије које ту дозревају.

## Класификација
- Класа Sipunculidea
  - Ред Sipunculiformes
    - породица Sipunculidae

  - Ред Golfingiiformes
    - ПородицаGolfingiidae
    - Породица Phascolionidae
    - Породица Themistidae
- Класа Phascolosomatidea
  - Ред Phascolosomatiformes
    - ПородицаPhascolosomatidae

  - Ред Aspidosiphoniformes
    - ПородицаAspidosiphonidae